# Січових Стрільців, 48
Будинок № 48 (будинок працівників Наркомюсту, «Будинок юристів») — житловий будинок, який призначався для працівників Народного комісаріату юстиції УСРР (прокуратури). Розташований на вулиці Січових Стрільців, 48. Будівля — типовий зразок житлового будинку у конструктивістському стилі.
Пам'ятка архітектури місцевого значення.

## Історія ділянки

Фасад будинку

Наприкінці XVIII сторіччя ділянки № 44, 46 і 48 за сучасною нумерацією на тодішній окраїні Кудрявця виділили під Кудрявський цвинтар для поховання мешканців Верхнього міста. 1832 року у зв'язку з переплануванням міста цвинтар закрили. Упродовж 1863—1870 років на ділянці № 46 збудували Вознесенську церкву, навколо якої попри заборону продовжували ховати до 1920-х років.
У першій половині 1930-х років більшовики зруйнували церкву, а цвинтар ліквідували, щоправда перед тим дозволили родичам перенести
частину поховань на Лук'янівський цвинтар. На розчищеній території розгорнули будівництво.
Ділянку № 48 віддали під забудову для працівників Народного Комісаріату юстиції УСРР (прокуратури). Проєкт будинку розробив у 1930—1932 роках архітектор С. Царьов. У 1932—1933 роках перероблено чоловий фасад.

## Архітектура

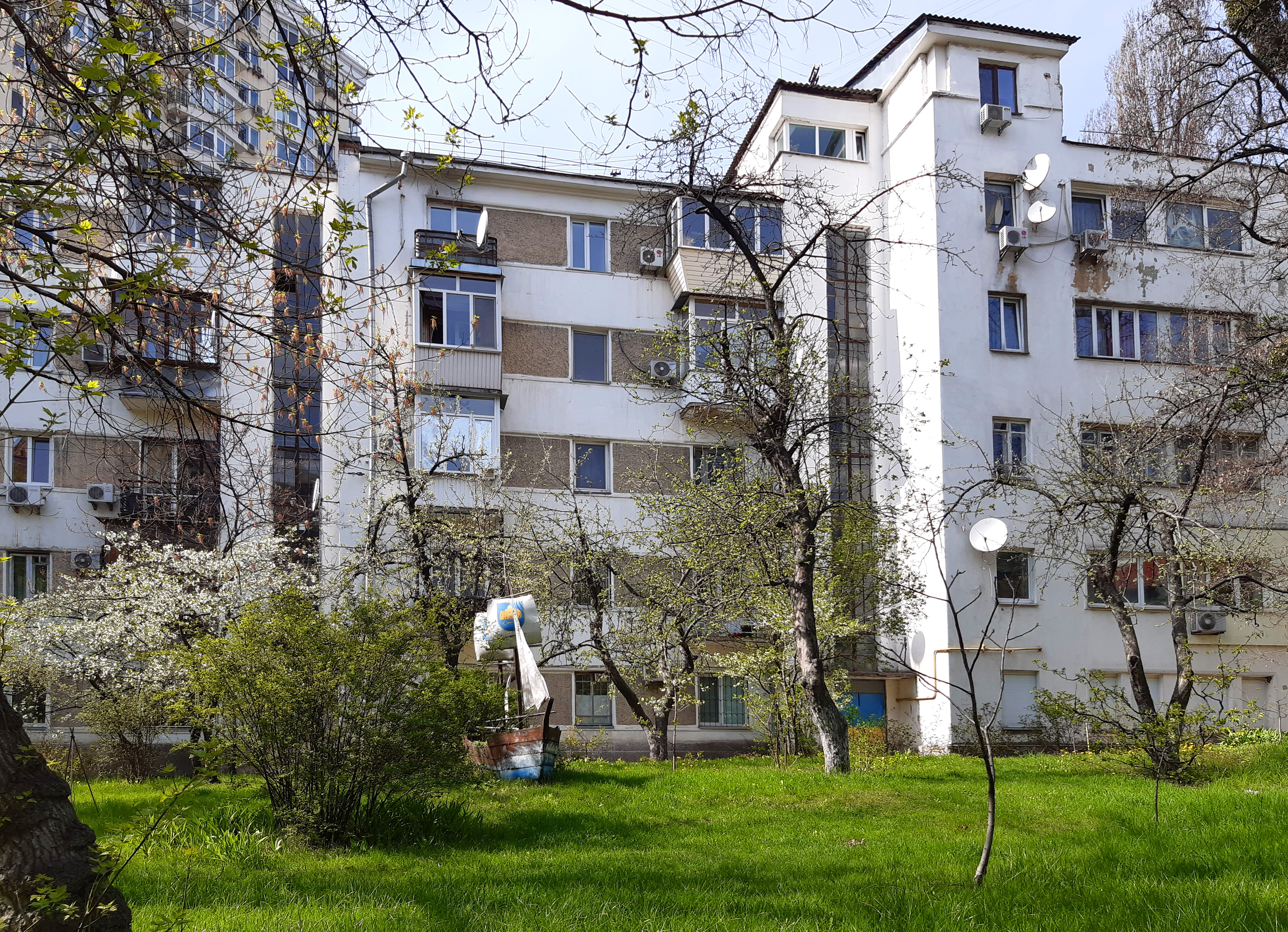
Південно-східне крило

Під час проєктування архітектори-конструктивісти брали до уваги інсоляцію (освітлення приміщень), тому будинки могли поставити під кутом до рядової забудови. Будинок Наркомюста відхилений від червоної лінії, напевно, найбільше в Києві.
Цегляна, тинькована, ступінчасто-подібна у плані будівля витягнута у подвір'я. Має п'ять поверхів і дво-, три- і чотирикімнатні квартири.
Вузький й асиметричний фасад будинку виходить на вулицю Січових Стрільців. Справа підкреслений заскленою вертикаллю
сходової клітки. Зліва розташовано отвір внутрішньоквартального проїзду.
Міжвіконні площини стін оброблені бетонною крихтою.